# Eigen (Solingen)
Eigen ist eine Hofschaft in der bergischen Großstadt Solingen.

## Lage und Beschreibung
Eigen liegt im Grenzgebiet der drei Solinger Stadtteile Wald, Gräfrath und Mitte zwischen dem Lochbach im Süden und dem Bahndamm der Korkenziehertrasse im Norden. Nördlich von Eigen befinden sich der Botanische Garten sowie das Schulzentrum Vogelsang. Die zu dem Ort gehörenden Gebäude sind durch zwei Stichstraßen vom Frankfurter Damm aus zu erreichen. In der Hofschaft sind noch einige historische Schieferhäuser vorhanden, die sich um das ehemalige Haupt- und Bauernhaus der Hofschaft gruppieren, das Gebäude Eigen 20, 20a. In Eigen wird bis heute Landwirtschaft betrieben, südöstlich ist der Ort von Feldern umgeben.
Zwischen der Straße Eigen und dem Marschnerweg befindet sich die kleine Grünanlage Eigener Pött. Der am Ortsrand gelegene Pött, in der Solinger Mundart ein Hofschaftsbrunnen, versorgte die Bewohner des Ortes einst mit Trinkwasser, bevor diese im 20. Jahrhundert an das Leitungsnetz der Solinger Stadtwerke angeschlossen wurden.
Benachbarte Orte sind bzw. waren (von Nord nach West): Eigener Feld, Vogelsang, Herberg, Untenscheidt, Lehn, Kleinenberg, Dültgenstal, Scheiderfeld und Eigener Berg.

## Etymologie
Der Ortsname wird als eigener Besitz, eigenes Gut (= Allod) im Gegensatz zum Lehen gedeutet. Dies bedeutet, dass der Besitzer des Hofes dem Eigentümer gegenüber nicht an Verpflichtungen gebunden war (etwa der Leistung von Abgaben). Vergleiche hierzu auch den Dorper Ortsnamen Meigen.

## Geschichte
Die Geschichte der Hofschaft Eigen lässt sich bis in das 15. Jahrhundert zurückverfolgen. Der Ort ist im Jahre 1715 in der Karte Topographia Ducatus Montani, Blatt Amt Solingen, von Erich Philipp Ploennies mit einer Hofstelle verzeichnet und als Eichen benannt. Er wurde in den Ortsregistern der Honschaft Scheid innerhalb des Amtes Solingen geführt. Die Topographische Aufnahme der Rheinlande von 1824 verzeichnet den Ort als Eigen, ebenso wie die Preußische Uraufnahme von 1844. In der Topographischen Karte des Regierungsbezirks Düsseldorf von 1871 ist der Ort erneut als Eigen verzeichnet.
Nach Gründung der Mairien und späteren Bürgermeistereien Anfang des 19. Jahrhunderts gehörte Eigen zur Bürgermeisterei Wald. 1815/16 lebten 79, im Jahr 1830 90 Menschen in zum Eigen. 1832 war der Ort Teil der Zweiten Dorfhonschaft innerhalb der Bürgermeisterei Wald, dort lag er in der Flur III. (Scheid). Der nach der Statistik und Topographie des Regierungsbezirks Düsseldorf als Hofstadt kategorisierte Ort besaß zu dieser Zeit 16 Wohnhäuser und elf landwirtschaftliche Gebäude. Zu dieser Zeit lebten 83 Einwohner im Ort, davon 21 katholischen und 62 evangelischen Bekenntnisses. Die Gemeinde- und Gutbezirksstatistik der Rheinprovinz führt den Ort 1871 mit 33 Wohnhäusern und 178 Einwohnern auf. Im Gemeindelexikon für die Provinz Rheinland von 1888 werden für Eigen 27 Wohnhäuser mit 165 Einwohnern angegeben. 1895 besitzt der Ortsteil 39 Wohnhäuser mit 253 Einwohnern, 1905 werden 20 Wohnhäuser und 171 Einwohner angegeben.
Im Jahre 1887 wurde nördlich am Ort vorbei die Bahnstrecke Solingen–Wuppertal-Vohwinkel trassiert. Mit der Städtevereinigung zu Groß-Solingen im Jahre 1929 wurde Eigen ein Ortsteil Solingens. Die Bauarbeiten am Frankfurter Damm als Umgehungsstraße zwischen Solingen-Mitte und Wald an der Hofschaft vorbei begannen im Jahre 1934 als Notstandsprojekt zur Bekämpfung der Arbeitslosigkeit in Solingen, wurden aber vorerst nicht vollendet. Erst in der Nachkriegszeit griff man das Straßenbauprojekt wieder auf, der Frankfurter Damm wurde in seinem heutigen Ausmaß fertiggestellt und am 11. Februar 1967 eingeweiht.
Seit dem Jahre 1984/1985 stehen von den historischen Fachwerkhäusern in Eigen die Gebäude Eigen 14 und 14a, 15, 20 und 20a, 22 und 24b unter Denkmalschutz.